# 중앙아프리카
중앙아프리카(영어: Central Africa)는 아프리카 대륙의 중심에 위치한 지역을 말한다. 주요 국가는 차드, 중앙아프리카공화국, 카메룬, 콩고, DR콩고(콩고 민주 공화국), 가봉, 적도 기니, 앙골라 등이다. 이 지역은 열대 우림, 사바나, 고원 등 다양한 자연환경을 특징으로 하며, 강과 호수가 풍부한 지역이다. 중앙아프리카는 대부분 열대 기후로, 고온다습한 날씨가 특징이며, 일부 지역은 사바나 기후를 보이기도 한다. 특히 콩고 강 유역은 세계에서 두 번째로 긴 강으로, 지역 경제와 교통에 중요한 역할을 한다.
역사적으로 다양한 원주민 문화가 존재했으며, 19세기부터 유럽 제국들의 식민 지배를 받았다. 20세기 중반, 대부분의 국가들이 독립하였지만, 여전히 정치적 불안정과 경제적 어려움을 겪고 있는 나라들도 많다.
경제적으로는 농업, 광업, 석유와 같은 자원 개발이 주요 산업을 이루고 있으며, 특히 석유와 다이아몬드는 중요한 수출 품목이다. 그러나 인프라가 부족하고 내전이나 정치적 갈등이 경제 성장에 큰 영향을 미치는 지역이다. 풍부한 자연 자원과 독특한 문화적 다양성을 자랑하지만, 개발의 잠재력에 비해 풀어야 할 여러 문제들이 존재하는 지역이다.

## 중앙아프리카에 속하는 나라
- 중앙아프리카 공화국
- 콩고 민주 공화국
- 차드
- 가봉
- 카메룬
- 콩고 공화국
- 적도 기니
- 상투메 프린시페

## 같이 보기
- 프랑스령 적도 아프리카
- 미텔아프리카